# Липовец (Вышневолоцкий район)
Липовец — деревня в Вышневолоцком городском округе Тверской области.

## География
Находится в центральной части Тверской области на расстоянии приблизительно 22 км по прямой на север от вокзала железнодорожной станции Вышний Волочёк на левом берегу реки Мста.

## История
На карте, где показано состояние местности на 1848 год, деревня уже была отмечена. В 1859 году здесь (деревня Вышневолоцкого уезда) было учтено 9 дворов. До 2019 года входила в состав ныне упразднённого Солнечного сельского поселения Вышневолоцкого муниципального района. Ныне опустела.

## Население
Численность населения составляла 84 человека (1859 год), 20 (русские 100 %) в 2002 году, 14 в 2010.